# 替天行道之殺兄
《替天行道之殺兄》是1994年上映的香港電影。鄧衍成導演，吳岱融、鍾淑慧、何家駒主演。

## 演员
| 演员   | 角色       | 备注                                                                          |
| 吳岱融 | 黄冠滔     | 養子，被親兄打至不育，後將之殺害 (粵語配音：陳欣)                             |
| 鍾淑慧 | Jenny      | 黄冠滔女友，後移民澳洲                                                        |
| 何家駒 | 黃冠華     | 親子，因為其一連串行為令養弟無法合理期望與他生活，而被其殺害 (粵語配音：盧雄) |
| 陳蓓琪 | 黃冠華妻子 |                                                                               |
| 曾近榮 | 父親       | (粵語配音：源家祥)                                                            |
| 黎宣   | 母親       | (粵語配音：黃玉娟)                                                            |
| 黃秋生 | 主控官     | 客串                                                                          |
| 盧敏儀 | 辯方律師   | 客串                                                                          |
| 衛青   | 法官       |                                                                               |
| 張兆   | 看更       |                                                                               |

## 外部連結
- 開眼電影網上《替天行道之殺兄》的資料（繁體中文）
- 香港影庫上《替天行道之殺兄》的資料（繁體中文）
- 时光网上《替天行道之殺兄》的資料（简体中文）
- AllMovie上《替天行道之殺兄》的资料（英文）
- 爛番茄上《替天行道之殺兄》的資料（英文）
- 互联网电影数据库（IMDb）上《替天行道之殺兄》的资料（英文）